# Framnäs föreningshus

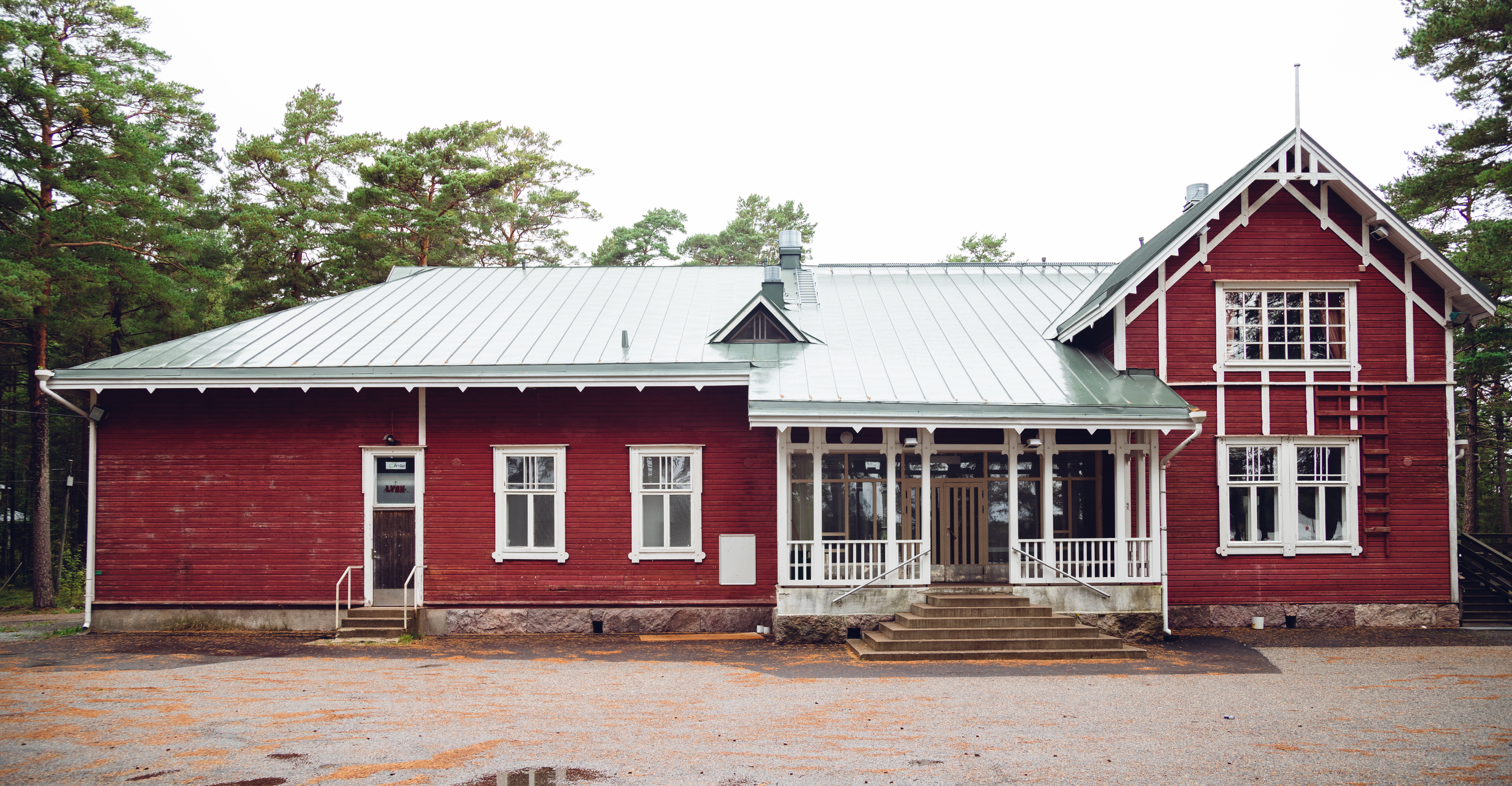
Framnäs

Framnäs föreningshus (Framnäs) är Nagu ungdomsförening rf:s lokal som ligger på Fäudden på Kyrkbacken i Nagu. Huset invigdes 2 oktober 1910 och har Nagus största församlingssal, med plats för 250 personer.
I Framnäs ordnas evenemang året runt, de flesta av Nagu UF.
En av de årliga traditionerna sedan 1990-talet är midsommarstången vid Framnäs. Ros-Mari Eskills har lett lövningen och resandet av midsommarstången.
Den 2 oktober 2010 firades Framnäs 100-årsfest med 50-talsinspirerad trivselkväll, då huset och Nagu UF bl.a. uppvaktades med en tavla föreställande huset innan renoveringen och tillbyggnaden år 1968. Konstnären antas vara Ingeborg ”Boggi” Liljelund.